# Владимир Маслаченко
Владимир Никитович Маслаченко (5. март 1936 — 28. новембар 2010) био је совјетски фудбалер и фудбалски коментатор. Рођен је у Васиљкивки, Дњепропетровској области, у Украјинској ССР.
Играо је осам пута за репрезентацију СССР-а и учествовао на два светска првенства, као и на првом Европском првенству 1960. године, где су Совјети били прваци.